# OK Pan Århus
Orienteringsklubben Pan Århus är en dansk orienteringsklubb i Århus och en av Danmarks mest framgångsrika orienteringsklubbar på damsidan. För OK Pan tävlar bland andra juniorvärldsmästarna Ida Bobach, Signe Søes och Emma Klingenberg. Det är den äldsta orienteringsklubben i Danmark.

## Meriter
- Segrare 10-mila (damkavlen): 2014, 2016
- Segrare Venlakavlen: 2013, 2014